# نواة حديدية

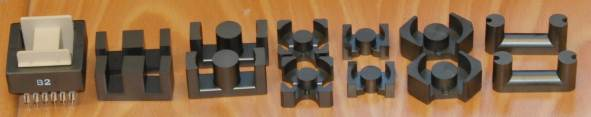
عدة نوى من الفريت أو من المركّب الحديد

في الإلكترونيات، النواة الحديديّة وتُعرف أيضًا باسم النواة الفريتية هي نوع من النواة المغناطيسية المصنوعة من الفريت والتي تتشكل عليها لفات المحولات الكهربائية ومكونات أخرى مثل المحاثات. يتمُّ استخدامها لخصائصه ذات النفاذية المغناطيسية العالية إلى جانب الموصلية الكهربائية المنخفضة (مما يساعد على منع التيارات الدوامة). نظرًا لخسائرها المنخفضة نسبيًا عند الترددات العالية، فهي تُستخدم على نطاق واسع في نوى محولات الترددات الراديوية والمحثات في تطبيقات مثل إمدادات الطاقة ذات الوضع المحول، وهوائيات العروة الفريتية لمستقبلات الراديو.

## الفريتس
الفريتات عبارة عن مركبات خزفية من المعادن الانتقالية مع الأكسجين، وهي مغنطيسية حديدية ولكنها غير موصلة. طبقة حديدية والتي تستخدم في المحولات أو الكهرومغناطيسية النوى تحتوي على الحديد أكاسيد جنبا إلى جنب مع النيكل، الزنك، و/أو المنغنيز المركبات. لديهم قوة قسرية منخفضة ويطلق عليهم اسم "حديدي ناعم" لتمييزهم عن حديدي صلب "، الذي يتميز بقوة إكراه عالية ويستخدم لصنع مغناطيس حديدي. يعني الإكراه المنخفض أن مغنطة المادة يمكنها عكس الاتجاه بسهولة مع تبديد القليل جدًا من الطاقة (خسائر التباطؤ)، وفي نفس الوقت تمنع المقاومة العالية للمادة التيارات الدوامة في اللب، وهو مصدر آخر لفقدان الطاقة. أكثر أنواع الفريتات اللينة شيوعًا هي:
- فريت المنغنيز والزنك (MnZn، مع الصيغة MnaZn(1−a)Fe2O4). تتمتع MnZn بمستويات نفاذية وتشبع أعلى من NiZn.[8]
- فريت النيكل والزنك (NiZn، مع الصيغة NiaZn(1−a)Fe2O4). تُظهر حديد NiZn مقاومة أعلى من MnZn، وبالتالي فهي أكثر ملاءمة للترددات فوق 1 ميغا هيرتز.[9]

للتطبيقات أقل من 5 يتم استخدام MHz، MnZn الفريت، وفوق ذلك، فإن NiZn هو الخيار المعتاد. الاستثناء هو مع المحاثات ذات النمط الشائع، حيث تكون عتبة الاختيار عند 70 ميغا هيرتز.
نظرًا لأن أي مزيج معين له مفاضلة الحد الأقصى للتردد القابل للاستخدام، مقابل قيمة mu الأعلى، فإن الشركات المصنعة داخل كل مجموعة من هذه المجموعات الفرعية تنتج مجموعة واسعة من المواد لتطبيقات مختلفة ممزوجة لإعطاء إما محاثة أولية عالية (تردد منخفض)، أو أقل الحث والتردد الأقصى الأعلى، أو بالنسبة للفريتات لمنع التداخل، نطاق تردد واسع للغاية، ولكن في كثير من الأحيان مع عامل خسارة مرتفع للغاية (Q منخفضة).
من المهم تحديد المادة المناسبة للتطبيق، باعتبارها الفريت الصحيح لـ 100 يختلف تزويد التبديل kHz (الحث العالي، الخسارة المنخفضة، التردد المنخفض) تمامًا عن ذلك الخاص بمحول التردد اللاسلكي أو هوائي قضيب الفريت، (التردد العالي، الخسارة المنخفضة، ولكن الحث المنخفض)، ويختلف مرة أخرى عن الفريت الكبت (الخسارة العالية، موجة عريضة).

## التطبيقات
هناك نوعان من التطبيقات العريضة للنوى الفريتية والتي تختلف في حجمها ووتيرتها: محولات الإشارة، ذات الحجم الصغير والترددات الأعلى، ومحولات الطاقة، ذات الحجم الكبير والترددات المنخفضة. يمكن أيضًا تصنيف النوى حسب الشكل، مثل النوى الحلقية أو نوى الغلاف أو النوى الأسطوانية.
تعمل النوى الفريتية المستخدمة في محولات الطاقة في نطاق التردد المنخفض (من 1 إلى 200 عادة ما تكون kHz) كبيرة الحجم إلى حد ما، ويمكن أن تكون حلقية، أو قذيفة، أو على شكل حرف "C"، أو "D"، أو "E". إنها مفيدة في جميع أنواع أجهزة التحويل – خاصة إمدادات الطاقة من 1 واط حتى 1000 الحد الأقصى للواط، نظرًا لأن التطبيقات الأكثر قوة عادة ما تكون خارج نطاق النواة أحادية الحديد وتتطلب نوى تصفيح موجهة بالحبوب.
النوى الفريتية المستخدمة للإشارات لها مجموعة من التطبيقات من 1 كيلو هرتز إلى العديد من ميغا هرتز، ربما بقدر 300 MHz، ووجدوا تطبيقهم الرئيسي في الإلكترونيات، مثل أجهزة الراديو AM وعلامات تحديد الهوية بموجات الراديو (RFID).

## القضبان الهوائيّة

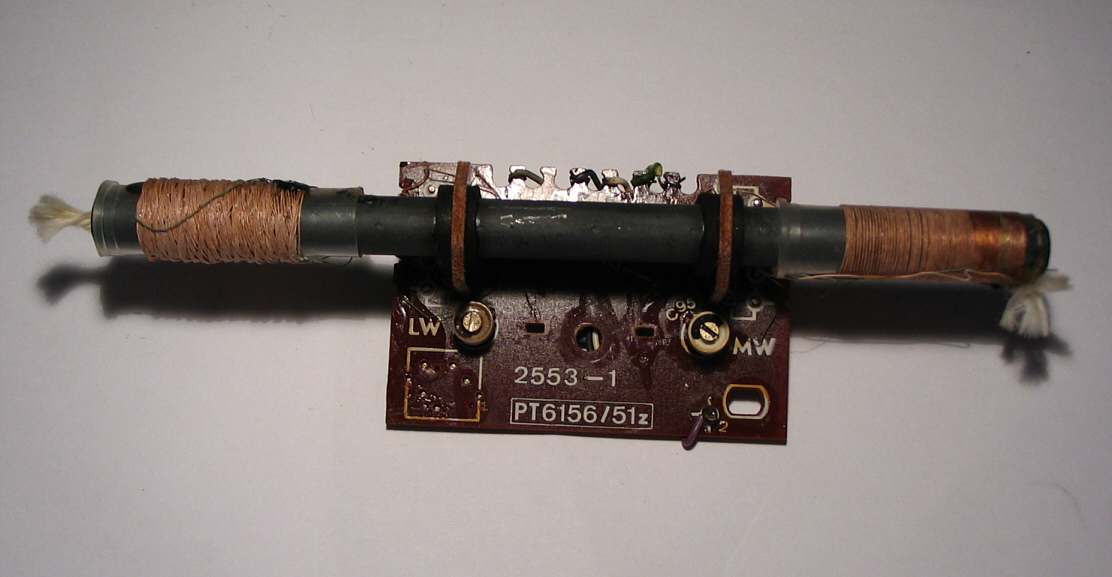
قضيب هوائي لوبستيك من راديو به ملفان، أحدهما لاستقبال الموجة الطويلة والآخر لاستقبال الموجة المتوسطة (إذاعة AM). عادةً ما تكون هذه الهوائيات الحلقية مخفية داخل مستقبل الراديو.

هوائيات قضيب الفريت (وتُعرف أيضًا باسمِ الهوائيات فقط) هي نوع من الهوائيات ذات الحلقة المغناطيسية الصغيرة (SML)، شائعة جدًا في أجهزة راديو الترانزستور في نطاق البث الإذاعي AM، على الرغم من أنها بدأت في استخدامها في أجهزة الراديو ذات الأنبوب المفرغ («الصمام») في الخمسينيات. وهي مفيدة أيضًا في المستقبلات ذات التردد المنخفض جدًا (VLF)، ويمكن أن تعطي أحيانًا نتائج جيدة على معظم ترددات الموجات القصيرة (بافتراض استخدام حديدي مناسب). وهي تتكون من لفائف من الأسلاك ملفوفة حول قلب قضيب حديدي (عادة ما تكون عدة بوصات أطول من الملف، ولكن في بعض الأحيان يزيد طولها عن 3 أقدام). يركز هذا القلب بشكل فعال على المجال المغناطيسي لموجات الراديو، لإعطاء إشارة أقوى مما يمكن الحصول عليه بواسطة هوائي حلقي أساسي بحجم مماثل، على الرغم من أنه لا يزال غير قوي مثل الإشارة التي يمكن الحصول عليها من خلال هوائي سلك في الهواء الطلق.
تشمل الأسماء الأخرى هوائي لوبستيك ووهوائي فيرود فيريت-رود. هو اسم بديل قديم لهوائي قضيب حديدي، تستخدمه بشكل خاص من قبل فيليبس حيث يُطلق على قلب الفريت اسم قضيب فيروكساب (بالإنجليزية: Ferroxcube)‏ وهو اسم علامة تجارية حصلت عليه ياجيو من فيليبس في عام 2000. تشير المصطلحات القصيرة لقضيب الفريت أو العصا الحلقيّة أحيانًا إلى تركيبة الملف بالإضافة إلى الفريت التي تحل محل كل من الهوائي الخارجي والدائرة المضبوطة الأولى للراديو، أو مجرد قلب الفريت نفسه (القضيب الأسطواني أو الفريت المسطح).